# نووالتایسک
شهر نووالتایسک (به روسی: Новоалтайск) در کشور روسیه و در کرای آلتایی واقع شده‌است.